# François-Maurice Gonteri
François-Maurice Gonteri parfois francisé en François-Maurice Gontier (né à Turin le 3 avril 1659, † à Avignon le 12 mai 1742), ecclésiastique italien, fut archevêque d'Avignon de 1705 à 1742 et vice-légat pontifical à Avignon.

## Biographie
François-Maurice Gonteri ou de Gontiriis/Gontieri est issu de la lignée des comtes Canillac. Né à Turin capitale des États de Savoie, il se destine à l'Église. Ordonné prêtre en 1692, il est d'abord gouverneur de plusieurs cités ou provinces des États pontificaux et doyen des consultants du Saint-Office, avant que le pape Clément XI ne le nomme archevêque d'Avignon en 1705. Il est consacré à Rome dans l'église de la Congrégation de Propaganda Fide par le cardinal Fabrizio Paolucci. Il prend possession de son siège archiépiscopal par procuration le 21 septembre 1705 et en personne le 25 septembre.
Il occupe également trois fois la fonction de vice-légat pontifical à Avignon en 1706 de 1717 à 1719 et enfin en 1731. Il réunit un synode le 18 mai 1709 et le 28 octobre 1725 un Concile provincial avec les évêques du Comtat Venaissin, ses suffragants de Carpentras, Cavaillon et Vaison-la-Romaine. Il laisse le souvenir de son grand dévouement pendant la peste de 1720-1721. Le pape Benoit XIII accorde la noblesse héréditaire à la charge de primacier de l'université d'Avignon. Il meurt à Avignon en mai 1742 et il est inhumé dans la cathédrale Notre-Dame des Doms d'Avignon.

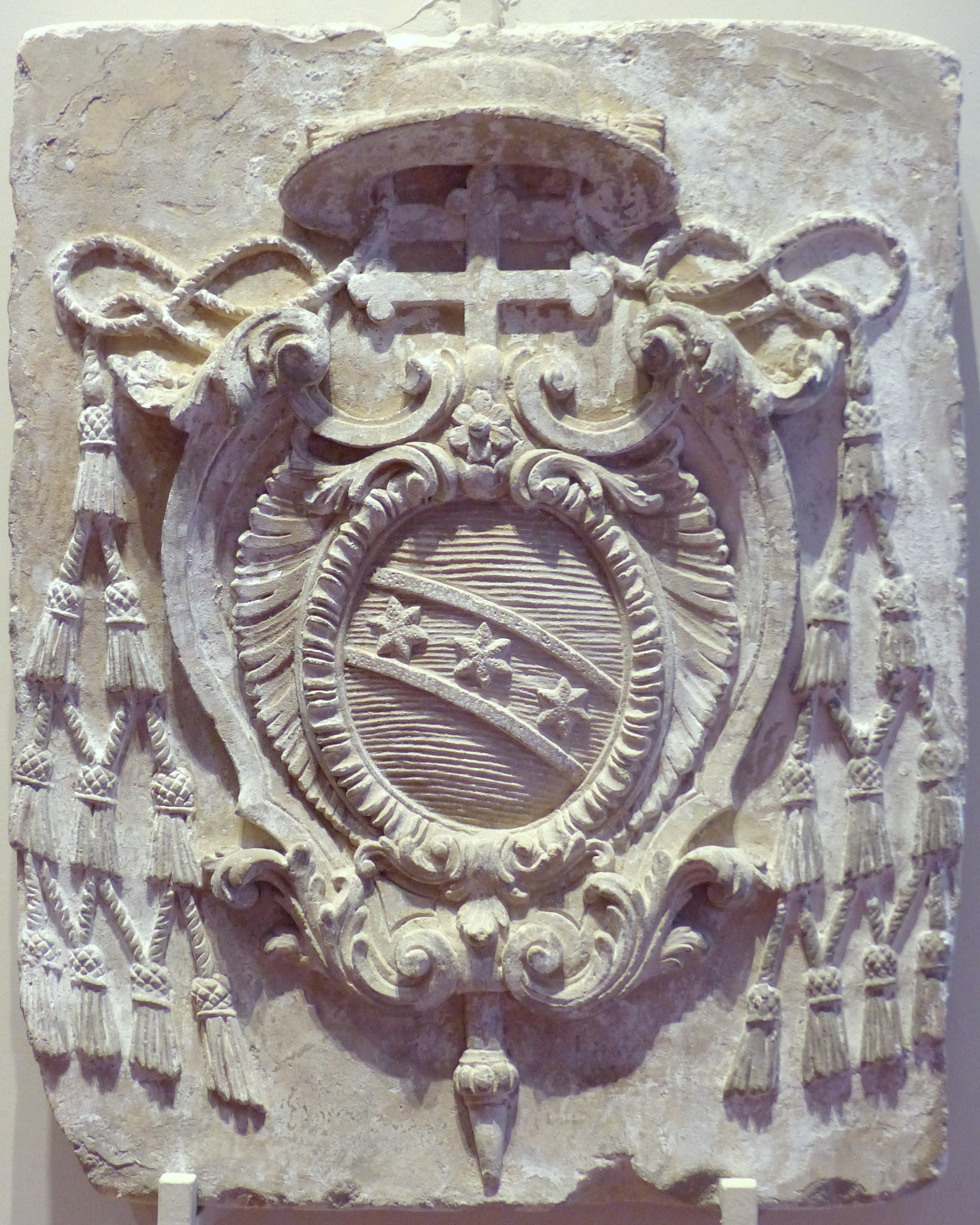
musée Calvet (Avignon), armoiries Gonteri

## Succession apostolique
François-Maurice Gonteri a ordonné les évêques suivants :
- Cardinal Raniero d'Elci (1731)